# Stephan Leuthold
Stephan Leuthold (* 1973) ist ein deutscher Kirchenmusiker und Hochschullehrer.

## Ausbildung
Stephan Leuthold studierte Kirchenmusik, Cembalo, Continuospiel und Alte Musik in Dresden, Hannover, Stuttgart und Trossingen. Seine Lehrer waren u. a. Ulrich Bremsteller, Bernhard Haas und Jon Laukvik. 2000 legte er das Solistenexamen mit dem Prädikat „mit Auszeichnung“ ab. Er besuchte Meisterkurse u. a. bei Wolfgang Zerer, Michael Radulescu, Almut Rößler, Ludger Lohmann,  und Marie-Claire Alain.

## Berufstätigkeit und Lehre
Leuthold hat sich im In- und Ausland als Organist und Cembalist betätigt, seit 2004 ist er im Rahmen von Bach-Akademien in der Ukraine Dozent für Cembalo und Continuo. Von 2007 bis 2013 wirkte er an der Stadtkirche Ludwigsburg. 2014 wurde er zum Organisten an den Bremer Dom berufen. An der Hochschule für Künste Bremen lehrt er künstlerisches und liturgisches Orgelspiel. 2017 erfolgte die Ernennung zum Professor.

## Preise
- 1997: 1. Preis beim Gottfried-Silbermann-Orgelwettbewerb in Freiberg/Sachsen.

## Tondokumente
- 250 Jahre Silbermannorgel zu Nassau/Erzgebirge. CD. Verlag Erpel, Dresden 1999.
- Ins Licht. Die Orgeln im St. Petri Dom zu Bremen. CD. Querstand, Verlag Klaus-Jürgen Kamprad, 2022.